# 14-й Нью-Йоркский пехотный полк
14-й Нью-Йоркский добровольческий пехотный полк (англ. 14th New York Volunteer Infantry Regiment или же First Oneida County Regiment), — один из пехотных полков армии Союза во время Гражданской войны в США. Полк был сформирован в мае 1861 года сроком на 2 года службы, участвовал в первом сражении при Булл-Ран и всех сражениях на востоке до апреля 1863 года, когда был расформирован из-за истечения срока службы. Часть рядовых была передана в 44-й Нью-Йоркский полк. Этот полк нельзя путать с 14-м полком Нью-Йоркского ополчения (14th Regiment New York State Militia).

## Формирование
Полк был сформирован под руководством полковника Макквада в Олбани, Нью-Йорк, и принят на службу штата 8 мая 1861 года. Тогда же он получил свою нумерацию. 17 мая 1862 года он был принят на службу в федеральную армию сроком на 2 года. Его роты были набраны: A, B, C и E — в Ютике, F — в Бунвиле, Форестпорте и Порт-Лейден, G в Риме, H в Сиракузах, I — в Лоувилле, и рота K — в Гудзоне. Первым командиром полка стал полковник Джеймс Макквад, подполковником — Чарльз Скиллин, майором — Чарльз Янг.

## Боевой путь

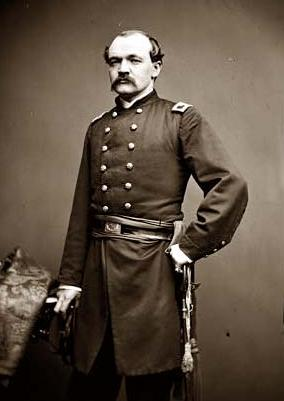
Полковник Джеймс Макквад

18 июня полк покинул Нью-Йорк и был отправлен в Вашингтон, где около месяца простоял в местечке Меридиан-Хилл. 22 июля (или 4 августа) он был включён в бригаду генерала Уильяма Шермана, которая размещалась на Арлингтонских высотах. В сентябре полк был переведён в бригаду Морелла (в дивизии Фицджона Портера). Всю осень и зиму полк простоял в лагере Майнерс-Хилл, а 13 марта бригада Морелла стала 2-й бригадой 1-й дивизии III корпуса Потомакской армии.
Полк был переброшен по морю на Вирджинский полуостров и участвовал в осаде Йорктауна и наступлении на Ричмонд. 18 мая 1862 года дивизия Портера была передана в V корпус Потомакской армии. Генерал Морелл возглавил дивизию, а полковник Макквад временно возглавил бригаду. Чуть позже он сдал бригаду генералу Эберкомби и вернулся к командованию полком.
27 мая полк участвовал в сражении при Хановер-Кортхауз, где потерял 4 человек ранеными.
Генерал Эберкомби был ранен в сражении при Севен-Пайнс, и бригаду возглавил Чарльз Гриффин.
V корпус был активно задействован в сражениях Семидневной битвы. Полк потерял 1 человека в сражении при Бивердем-Крик, на следующий день в сражении при Гейнс-Милл 26 человек было потеряно убитыми, в их числе подполковник Скиллин. Его место занял майор Дэвис, а место майора занял капитан роты А, Майкл Льюис. Всего в ходе Семидневной битвы было потеряно 4 офицера и 49 рядовых убитыми, 8 офицеров и 147 рядовых ранеными, 1 офицер и 15 рядовых пропавшими без вести.